# Robert B. Wilson
Robert Butler Wilson, Jr. (Nebraska, 16 de maig de 1937) és un economista estatunidenc, professor emèrit d'administració de la Universitat Stanford. És conegut pels seus estudis sobre administració i economia empresarial. La seva tesi doctoral va introduir la programació quadràtica seqüencial, un mètode iteratiu principal per a la programació no lineal. Amb altres economistes matemàtics de l'Escola de Stanford va ajudar a reformular l'economia de l'organització administrativa i industrial amb la teoria que utilitza el joc no cooperatiu. Les seves recerques en nonlinear pricing van influir en la política de les grans empreses, particularment en la indústria de l'energia i l'electricitat.

## Carrera acadèmica
Robert Wilson, nascut el 16 de maig de 1937 a Nebraska, va realitzar els seus estudis de Secundària en un institut local. Becat per la Universitat Harvard, va obtenir un B. A. el 1959. Estudis que va completar amb un MBA el 1961 i el doctorat DBA per l'Escola de Negocis Harvard el 1963, amb una tesi titulada A Simplicial Algorithm for Concave Programming (Boston: Harvard Business School, 1963). Va treballar a la Universitat de Califòrnia a Los Angeles un breu període i es va unir a la Universitat Stanford el 1964. Ha estat des de llavors professor de l'Escola de Postgrau de Negocis Stanford, primer com a professor associat per més tard ocupar la seva càtedra Adams. Entre 1993 i 2001 va col·laborar amb l'Escola de Dret de Harvard. Des de 2004 és professor Emèrit de Stanford.

## Recerques
Wilson és conegut per les seves recerques sobre el disseny dels mercats i l'organització industrial de l'economia. És un expert en la teoria del joc i les seves aplicacions. Ha estat un col·laborador important per al disseny de subhastes i estratègies de licitació competitiva en l'oli, la comunicació i altres indústries. Seus són també alguns treballs sobre el mercat competitiu de l'electricitat i altres indústries bàsiques.
El manual de Wilson “The Theory of the Syndicates,” publicat en Econometrica el 1968, va influir a una generació sencera d'estudiants d'Economia, Finances i Comptabilitat. El treball aborda una qüestió fonamental: sota quines condicions actua un grup d'individus que escullen loteries o riscos de participació d'una manera anomenada eficiència de Pareto.
Ha publicat aproximadament cent articles en llibres i revistes professionals des de llavors i ha estat editor de diverses revistes. El seu llibre Nonlinear Pricing (Nova York: Oxford University Press, 1993) és una anàlisi enciclopèdica del disseny de les taxes i els aranzels. Va relacionar temes d'utilitat pública, incloent-hi electricitat, comunicacions o transports. El llibre va guanyar el premi Leo Melamed el 1995, un premi bianual de la Universitat de Chicago per a estudis empresarials. Les seves contribucions en teoria del joc inclouen sous, complements, bargaining i vagues; i no defuig diferents contextos legals o negociacions per sectors de la població emprada.
Wilson ha impulsat també alguns dels estudis bàsics de l'efecte reputacional en la fixació de preus predatoris, com a guerres de preus i altres batalles competitives.

## Reconeixements
Robert Wilson és membre de l'Acadèmia Nacional de Ciències nord-americana. És també membre de la American Economic Association des de 1994 i expresident de la Econometric Society. És doctor honorari en economia per l'Escola noruega d'Economia i Administració Empresarial des de 1986. El 1995 va rebre el títol de doctor honorari en Lleis per la Universitat de Chicago. En 2014, Wilson va guanyar un premi Golden Goose pel seu treball de disseny de subhastes.
En 2016 va ser guardonat amb el premi Fronteres del Coneixement, en la categoria d'Economia, per la Fundació espanyola BBVA.
En 2020 va ser guardonat amb el premi Nobel d'economia per l'acadèmia sueca.